# سامانتا فابريس
سامانتا فابريس (من مواليد 8 فبراير 1992 ) هي لاعبة كرة طائرة كرواتية. ولدت في بولا ، تلعب في الفريق الوطني الكرواتي للسيدات للكرة الطائرة . كانت فابريس تلعب لصالح المنتخب الكرواتي في بطولة العالم لكرة الطائرة للسيدات 2014 في إيطاليا.  ، فازت بالميدالية الفضية في بطولة العالم للأندية النسائية للكرة الطائرة 2016 . 

## جوائز

### الأندية
- بطولة العالم للأندية - 2016 الوصيف ، مع Pomi Casalmaggiore
- الدوري الإيطالي 2017-18 - بطل ، مع Imoco Volley Conegliano

## روابط خارجية
- سامانتا فابريس على موقع الاتحاد الدولي beach volleyball database (الإنجليزية)
- سامانتا فابريس على موقع الاتحاد الأوروبي (الإنجليزية)
- سامانتا فابريس على موقع قاعدة بيانات الكرة الطائرة الشاطئية (الإنجليزية)
- سامانتا فابريس على موقع عالم الكرة الطائرة (الإنجليزية)
- سامانتا فابريس على موقع دوري الدرجة الأولى الإيطالي للكرة الطائرة - سيدات (الإيطالية)